# Estádio Abbasiyyin
O Estádio Abbasiyyin (em árabe: مَلْعَب ٱلْعَبَّاسِيِّين) é um estádio de futebol localizado em Damasco, capital da Síria, inaugurado em 1957. O estádio foi sede de abertura e de encerramento, bem como das competições de futebol dos Jogos Pan-Arábicos nas edições realizadas em 1976 e 1992. Além disso, é a casa onde Al-Majd, Al-Jaish, Al-Shorta e Al-Wahda, clubes da capital, mandam seus jogos oficiais por competições nacionais e continentais. Esporadicamente, a Seleção Síria de Futebol também manda partidas amistosas e oficiais no estádio, cuja capacidade atual é de 30 000 espectadores.